# Кам'янська сільська рада (Кам'янець-Подільський район)
Ка́м'янська сільська́ ра́да — адміністративно-територіальна одиниця та орган місцевого самоврядування в Кам'янець-Подільському районі Хмельницької області. Адміністративний центр — село Кам'янка.

## Загальні відомості
Кам'янська сільська рада утворена в 1994 році.
- Територія ради: 9,5 км²
- Населення ради: 2 092 особи (станом на 2001 рік)
- Територією ради протікає річка Мукша

## Населені пункти
Сільській раді були підпорядковані населені пункти:
- с. Кам'янка

## Склад ради
Рада складалася з 16 депутатів та голови.
- Голова ради: Волощук Юрій Володимирович
- Секретар ради: Соловей Валентина Сергіївна

### Керівний склад попередніх скликань
| Прізвище, ім'я, по батькові | Основні відомості                                                 | Дата обрання | Дата звільнення |
| --------------------------- | ----------------------------------------------------------------- | ------------ | --------------- |
| Волощук Юрій Володимирович  | Сільський голова, 1955 року народження, освіта вища, безпартійний | 26.03.2006   | 31.10.2010      |
| Волощук Юрій Володимирович  | Сільський голова, 1955 року народження, освіта вища, безпартійний | 31.10.2010   |                 |

Примітка: таблиця складена за даними сайту Верховної Ради України

### Депутати
За результатами місцевих виборів 2010 року депутатами ради стали:

#### За суб'єктами висування
| Суб'єкт висування | Кількість обраних депутатів | %    |
| ----------------- | --------------------------- | ---- |
| Самовисування     | 13                          | 81,3 |
| Народна партія    | 3                           | 18,8 |

#### За округами
| № округу       | Прізвище, ім'я, по батькові        | Дата визнання обраним | Освіта           | Партійна приналежність | Відомості про обраного депутата                                  |
| -------------- | ---------------------------------- | --------------------- | ---------------- | ---------------------- | ---------------------------------------------------------------- |
| Народна Партія |                                    |                       |                  |                        |                                                                  |
| 6              | Колодій Галина Володимирівна       | 04.11.2010            | незакінчена вища | позапартійна           | Кам'янська сільська рада, спеціаліст 2 категорії                 |
| 14             | Самборський Микола Петрович        | 04.11.2010            | середня          | позапартійний          | пенсіонер                                                        |
| 15             | Гуцол Євгена Сергіївна             | 04.11.2010            | середня          | позапартійна           | Відділення зв'язку № 7, листоноша                                |
| Самовисування  |                                    |                       |                  |                        |                                                                  |
| 1              | Карватовський Йосип Валентинович   | 04.11.2010            | вища             | позапартійний          | приватний підприємець                                            |
| 2              | Кайдановський Руслан Сигізмундович | 04.11.2010            | вища             | позапартійний          | приватний підприємець                                            |
| 3              | Фурман Наталія Вікторівна          | 04.11.2010            | вища             | позапартійна           | Кам'янець-Подільський дошкільний навчальний заклад № 23, логопед |
| 4              | Цимбалюк Лариса В'ячеславівна      | 10.01.2011            | вища             | позапартійна           | Кам'янець-Подільська ЦРЛ, лвкар                                  |
| 5              | Соловей Валентина Сергіївна        | 04.11.2010            | середня          | позапартійна           | Кам'янська сільська рада, секретар                               |
| 7              | Рибак Іван Михайлович              | 04.11.2010            | вища             | позапартійний          | ТОВ «Газбудсервіс», директор                                     |
| 8              | Кононов Микола Володимирович       | 04.11.2010            | середня          | позапартійний          | приватний підприємець                                            |
| 9              | Тарасевич Юрій Миколайович         | 04.11.2010            | вища             | позапартійний          | приватний підприємець                                            |
| 10             | Томашева Діна Михайлівна           | 04.11.2010            | вища             | позапартійна           | Управління пенсійного фонду України, прибиральниця               |
| 11             | Морочковська Світлана Григорівна   | 04.11.2010            | вища             | позапартійна           | Кам'янець-Подільська міська лікарня № 1, медична сестра          |
| 12             | Стендер Людмила Францівна          | 04.11.2010            | вища             | позапартійна           | пенсіонер                                                        |
| 13             | Підгородецька Валентина Михайлівна | 04.11.2010            | вища             | позапартійна           | Кам'янець-Подільська загальноосвітня школа № 15, вчитель         |
| 16             | Кучерява Світлана Володимирівна    | 10.01.2011            | вища             | позапартійна           | тимчасово не працює                                              |